# إصابة الصاعقة
إصابة الصاعقة أسماء أخرى إصابة برق و صعقة برق هو أصابة تحدث بسبب اتصال مباشر أو غير مباشر من الصواعق الجوية.
الأعراض الأولية تشمل نوبة قلبية وانقطاع في النفس. النوبة القلبية من الممكن ان تختفي بسرعة لكن انقطاع النفس من الممكن ان يكون أطول. بعض الأعراض الأخرى تتضمن حروق واصابة داخلية. 75% من الذين يبقون احياء يصابون بامراض مثل الماء الابيض في العينين وضعف في السمع. الوفاة تحدث بسبب اضطراب نظم قلبي أو فشل تنفسي.

## الأسباب والتشخيص
إصابة الصواعق تتقسم إلى إصابة مباشرة، انتشار جانبي، شحنات أرضية، تلامس مباشر. الشحنات الأرضية تشكل نص الحالات وتحدث عندما تصيب الصاعقة الأرض وتنتشر من الأرض إلى المصاب. انتشار جانبي يشكل ثلث الحالات ويحدث عندمها تصيب الصاعقة الأرض وتنتشر في الهواء. التلامس المباشر يشكل 5% ويحدث عندما يلمس المصاب شيء ما تم اصابتة بشكل مباشر من الصاعقة. الاصابات تتضمن رضة خطيرة، صدمة كهربائية، حروق التشخيص يكون عن طريق وصف الإصابة والفحص السريري.
الوقاية تتضمن البقاء في المنزل عند حصول عاصفة رعدية. إذا كان البقاء في المنزل صعب يفضل البقاء منخفض. يفضل عدم استخدام ادوات موصولة في الكهرباء أو استخدام المياه. من يحدث معه توقف في دقات القلب ولا يمكن الشعور بالنبض، يجب البدء إنعاش قلبي رئوي. اما الذين يملكون نبض ولا يتنفسون يجب القيام بتنفس اصطناعي.
تحدث اصابة الصاعقة تقريبا 240,000 مرة في السنة ويحدث 24,000 وفاة تقريبا. عند اصابة الحواملة نصفهم قد يسطقون الحمل أو يتوفى الرضيع. في الولايات المتحدة الأمريكية 1 من كل 10,000 شخص قد يصاب بصاعقة خلال حياتة. الرجال أكثر عرضة للإصابة 4 مرات أكثر من النساء. متوسط عمر المصابين بين 20 و45 سنة.

## الأعراض والعلامات

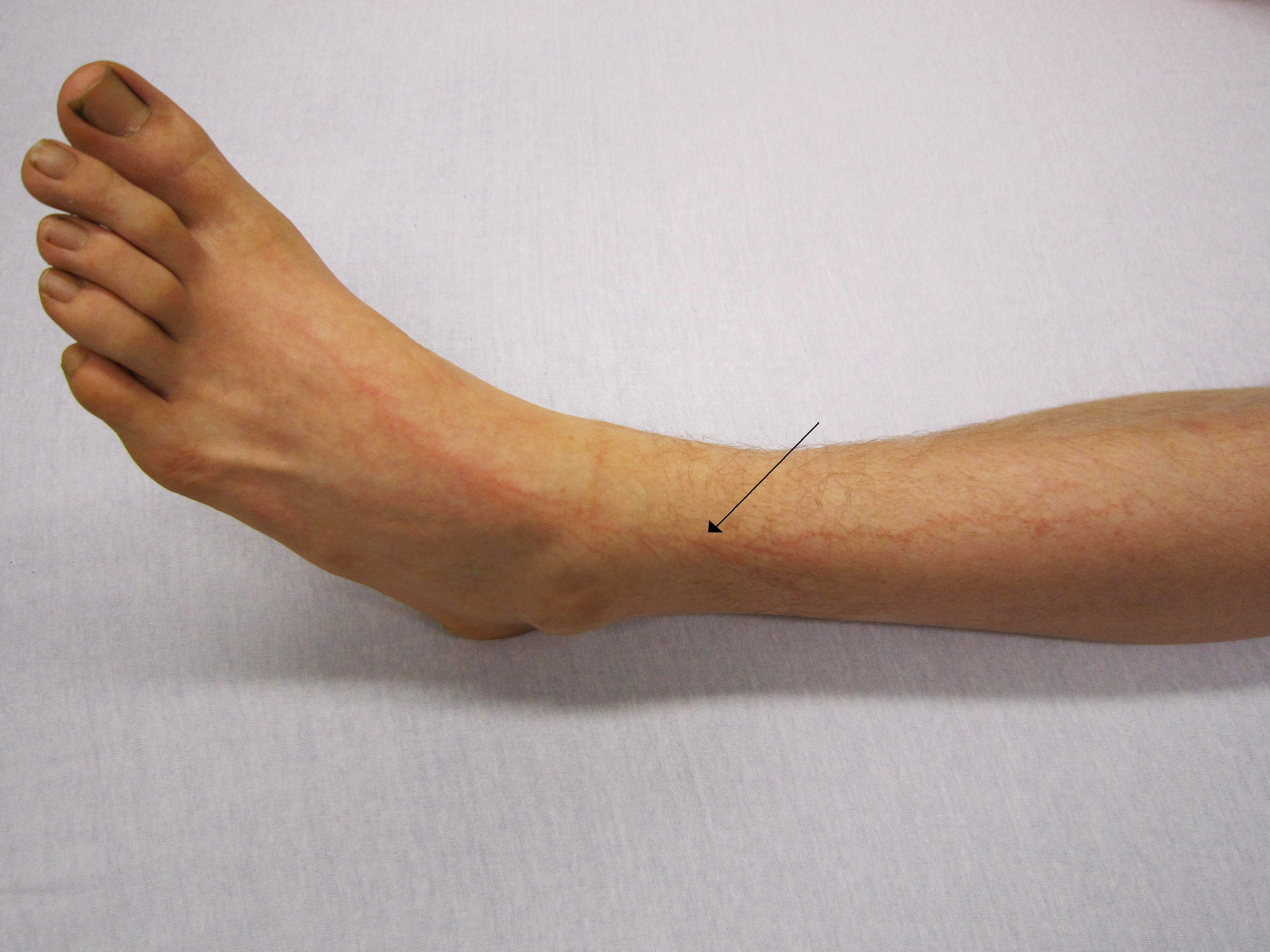
شخص أصيب بصعقة. انتبه على التفرع الأحمر الطفيف على القدم من تنقل الشحنات